# Solenozophyllaria litoralis
Solenozophyllaria litoralis är en mångfotingart som beskrevs av Kraus 1958. Solenozophyllaria litoralis ingår i släktet Solenozophyllaria och familjen Odontopygidae. Inga underarter finns listade i Catalogue of Life.